# أوجين بوفير
أوجين بوفير (بالفرنسية: Louis Eugène Bouvier) (و. 1856 – 1944 م) هو عالم حشرات، وعالم حيواني، من فرنسا، كان عضوًا في الأكاديمية الفرنسية للعلوم، توفي في باريس، عن عمر يناهز 88 عاماً.